# Gilles Pollet
Gilles Pollet, né le 18 décembre 1960 à Lyon, est un politologue français, spécialiste de l'analyse des politiques publiques et de la socio-histoire des sciences et savoirs de gouvernement.
Professeur des universités à l'Institut d'études politiques de Lyon et directeur de cet établissement de 2004 à 2014,, il est depuis septembre 2016 directeur de la Maison des Sciences de l'Homme Lyon Saint-Etienne (MSH LSE) ex-Institut des Sciences de l'homme, également élu, depuis juin 2019, membre du Directoire du Réseau national des Maisons des Sciences de l'Homme (RnMSH).

## Biographie

### Formation
Formé à l'Université Lumière Lyon 2, Gilles Pollet obtient dans cette université une licence et une maîtrise de sociologie, puis un doctorat en histoire contemporaine. Sa thèse, sous la direction d'Yves Lequin, porte sur l'analyse de la sociogenèse de la première politique publique interventionniste et véritable loi d'assurances sociales, consacrée aux Retraites Ouvrières et Paysannes (loi des ROP du 5 avril 1910) sous la III° République avant la Grande Guerre. Il reçoit aussi une habilitation à diriger des recherches de l'institut d'études politiques de Grenoble en 1994 et réussit le concours de l'agrégation du supérieur en science politique en 1996.

### Parcours d'enseignant
Il a été successivement maître de conférences en science politique à l'Institut d'études politiques de Grenoble (1990-96), puis professeur de science politique à l'université de Lyon-III Jean-Moulin (1997-99) et Professeur de science politique à Sciences Po Lyon depuis 1999. Gilles Pollet est responsable du master MaPP « Master d'Analyse des Politiques publiques » délivré par l'université Lyon 2 et préparé à l’Institut d'études politiques de Lyon. Il est chercheur dans le laboratoire Triangle (UMR 5206), co-responsable du pôle « Action Publique » entre 2005 et 2020.

### Missions officielles
Gilles Pollet a été membre du comité de suivi de la démarche d’évaluation (CSDE) de la région Rhône-Alpes entre 2002 et 2004, et chargé de mission pour les sciences humaines et sociales à la direction de la Recherche, au ministère délégué à la Recherche entre mars 2003 et juin 2004. 
Il est chevalier dans l'Ordre des Palmes Académiques (2023). 

## Publications

### Ouvrages
- L'État et les retraites : genèse d'une politique (avec Bruno Dumons et Pierre-Yves Saunier), Belin, 1994  (ISBN 2-7011-1587-6)
- Les élites municipales sous la IIIe République : des villes du Sud-Est de la France (avec Bruno Dumons), CNRS éditions, 2002  (ISBN 2-271-06027-3)
- Socio-histoire de l'action publique (avec Renaud Payre), La Découverte, 2013  (ISBN 978-2-7071-6024-9)

### Direction d'ouvrages collectifs
- La construction du sens dans les politiques publiques : débats autour de la notion de référentiel (codirigé par Alain Faure et Philippe Warin), L'Harmattan, 1995  (ISBN 2-7384-3508-4)
- Élites et pouvoirs locaux : la France du Sud-Est sous la IIIe République (codirigé par Bruno Dumons), Presses universitaires de France, 1999  (ISBN 2-7297-0580-5)
- Les sciences de gouvernement (codirigé par Olivier Ihl et Martine Kaluszynski), Economica, coll. « Études politiques », 2003  (ISBN 2-7178-4683-2)
- Administrer la ville en Europe : XIXe – XXe siècles (codirigé par Bruno Dumons), L'Harmattan, 2003  (ISBN 2-7475-5480-5)
- La fabrique de l'honneur : les médailles et les décorations en France : XIXe – XXe siècles (codirigé par Bruno Dumons), Presses universitaires de Rennes, 2009  (ISBN 978-2-7535-0821-7) (BNF 42051252)